# Покрокова стратегія

Приклад покрокової гри — Civilization VI

Покро́кова страте́гія (англ. Turn-Based Strategy, TBS) — жанр стратегічних відеоігор, де гравці здійснюють свої дії по черзі, впродовж кроків. Поки перший гравець не виконає свої дії, інші не можуть почати крок, на противагу стратегіям у реальному часі.
Назва жанру походить від того, що процес гри поділений на кроки (ходи). Покрокові стратегії ведуть свою історію з настільних ігор, зокрема, варгеймів. Можлива гра як з одним або декількома суперниками керованими комп'ютером, а також мультиплеєр. Крім того, в покрокових стратегіях можливий режим «хот сіт» (англ. Hot seat — «гаряче крісло», «гарячий стілець», «гаряче місце»), в якому кілька людей грають, змінюючи один одного, за одним комп'ютером (таким чином, мультиплеєр можливий навіть на одному комп'ютері, що було дуже актуально в епоху до розвитку комп'ютерних мереж).

## Особливості
В покрокових стратегіях кількість дій гравця на крок обмежена: в настільних іграх зазвичай виконується тільки одна дія, у відео- часто дається певне число «очок дій» на один крок. Як правило, гравець управляє невеликою кількістю юнітів (або групами, представленими як один юніт), які переміщаються по карті з прямокутною або гексагональною розміткою.
У ширшому трактуванні до покрокових стратегій належать взагалі всі покрокові ігри, оскільки всі без винятку ігри містять стратегічну складову. У цьому розумінні в число покрокових стратегій потрапляють, наприклад, такі ігри, як Worms, шахи та преферанс.
Також до ігор з ідеологією покрокових стратегій належать ті, в яких є стратегічна складова за відсутності «мікроменеджменту» (швидкісних дій, виконання яких забезпечує перемогу). Щоб не витрачати час на завідомо виграшні бої в покрокових стратегіях часто передбачено ведення бою в автоматичному режимі (комп'ютер миттєво вираховує результат або проводить бій замість гравця).

## Найвизначніші ігри
- Civilization
- Heroes of Might and Magic
- Panzer General
- Disciples II: Dark Prophecy
- Total War
- Pocket Tanks